# 即發性過敏反應
即發性過敏反應（immediate hypersensitivity）又称速發型超敏反应、Ⅰ型超敏反应（type I hypersensitivity），是IgE介导的免疫反应，乃最常见的超敏反应类型。主要可分為兩種：
- 全身性過敏反應（generalized anaphylaxis），主要引起的原因有被昆蟲（蜜蜂、螞蟻）叮咬和食物過敏。嚴重時可能會支氣管全面收縮、休克死亡[3]。
- 特應性過敏反應（atopic allergy），主要引起原因為接觸或吸入過敏原（花粉）。常見的症狀有氣喘、濕疹、過敏性鼻炎[3]。

## 反應機制
過敏原第一次接觸免疫B細胞後，B細胞和輔助T細胞接觸下分化成漿細胞並且產大量抗體IgE，這些IgE會與肥大細胞結合，當下一次接觸過敏原時與IgE結合的肥大細胞活化，肥大細胞釋出顆粒 (生物)內物質，顆粒內成分有組織胺、肝素、血小板活化因子等。其中組織胺會引起過敏症狀並影響免疫反應。之後過敏細胞吸引更多的粒細胞釋出更多過敏因子。

## 診斷和預防治療
診斷是否過敏用皮膚測試法，先在皮膚的內皮細胞注入過敏原，三分鐘後開始發癢二十分鐘內皮膚紅腫為陽性反應。過敏無法完全治癒，我們只能減輕他的症狀。
- 預防治療

1. 避免接觸其過敏原：避免接觸過敏原為治療過敏性疾病最有效及最好的方法。所以應盡量保持清潔的環境避免細菌和蚊蟲的孳生。
2. 藥物治療：過敏反應初期時會用抗組織胺來減輕過敏症狀，過敏反應中期時用皮質類固醇等藥物。
3. 減敏治療（hyposensitization）:先給患者小劑量的過敏原逐漸增加劑量。讓身體內的IgG量增加，IgE量減少，由於IgE量減少無法活化大量的肥大細胞釋出顆粒物質，就無法引起過敏症狀。

## 引文
1. 1 2 3  . 2019-05-13  [2019-05-25]. （原始内容存档于2021-02-11）.
2. ↑  Warrington, Richard; Watson, Wade; Kim, Harold L.; Antonetti, Francesca Romana. . Allergy, Asthma & Clinical Immunology. 2011-11-10, 7 (1): S1. ISSN 1710-1492. doi:10.1186/1710-1492-7-S1-S1.
3. 1 2  Delves, Peter J. . . American Cancer Society. 2017: 1–8  [2019-05-25]. ISBN 9780470015902. doi:10.1002/9780470015902.a0000965.pub3. （原始内容存档于2020-08-20） （英语）.

## 書目
- 實用微生物及免疫學（2011.01一版）ISBN 9789861941721，閻啟泰、蘇慶華、商惠芳、楊定一著，華杏出版